# 苻夫人 (刘卫辰)
苻夫人（?—?），是中国十六国之前秦皇族，嫁给匈奴铁弗部首领刘卫辰，381年生下一子刘勃勃，刘勃勃就是夏國的开国皇帝赫连勃勃。418年，赫连勃勃夺得长安称皇帝。追尊父卫辰为桓皇帝，庙号太祖，母苻氏为桓文皇后。